# Bidart
Bidart é uma comuna francesa na região administrativa da Nova Aquitânia, no departamento dos Pirenéus Atlânticos. Estende-se por uma área de 12,16 km². Em 2010 a comuna tinha 7 028 habitantes (densidade: 578 hab./km²).